# Atom Heart Mother
Atom Heart Mother er det fjerde studiealbum af det engelske progressive rock-band Pink Floyd, udgivet i 1970 af Harvest og EMI i Storbritannien, og Harvest og Capitol i USA. Det blev indspillet i Abbey Road Studios, London, England, og kulminerede som nummer 1 i Storbritannien, og som nummer 55 på USA's hitlister, og modtog guld i USA i marts 1994. En re-mastered CD blev udgivet i 1994 i Storbritannien, og i 1995 i USA.
Atom Heart Mother er det tidlige Pink Floyd's hovedværk. Det er her David Gilmore finder sin endelige form, der tilfører hans blues/funky spillestil det lyriske præg som efterfølgende kendetegner ham.

## Spor
| #  | Titel                          | Sangskriver(e)                             | Forsanger(e)   | Længde |
| -- | ------------------------------ | ------------------------------------------ | -------------- | ------ |
| 1. | "Atom Heart Mother"            | Gilmour, Waters, Wright, Mason, Ron Geesin | (Instrumental) | 23:44  |
| 2. | "If"                           | Waters                                     | Waters         | 4:31   |
| 3. | "Summer '68"                   | Wright                                     | Wright         | 5:29   |
| 4. | "Fat Old Sun"                  | Gilmour                                    | Gilmour        | 5:22   |
| 5. | "Alan's Psychedelic Breakfast" | Gilmour, Waters, Wright, Mason             | (Instrumental) | 13:00  |